# David Zima
David Zima (* 8. listopadu 2000 Olomouc) je český profesionální fotbalista, který hraje na pozici středního obránce za český klub SK Slavia Praha a za český národní tým.

## Klubová kariéra

### Sigma Olomouc
Mladý stoper debutoval za Sigmu v jarní části sezóny 2019/20 utkání se Zlínem, kde bylo jeho mužstvo poraženo 0:1. Poté nastoupil ještě do jednoho utkání ve Fortuna lize, kde pomohl získat bod proti Bohemians Praha 1905. Nastoupil také v pohárovém utkání proti Dukle, kde pomohl k vítězství 4:0.

### Slavia Praha
Dne 1. února 2020 odešel na hostování s opcí na trvalý přestup do Slavie. Svůj debut v dresu Slavie si odbyl 22. února na půdě Opavy, a to na pozici defensivního záložníka. Ve zbytku sezóny pravidelně nastupoval na pozici středního obránce a hned ve své první sezoně pomohl získal Slavii ligový titul.
V evropských pohárech Zima debutoval 22. září 2020, kdy odehrál celé utkání prvního kola 4. předkola Ligy mistrů proti FC Midtjylland. Se Slavií si Zima zahrál základní skupiny Evropské ligy, ze které postoupili do jarní vyřazovací části a v listopadu 2020 byl Zima poprvé povolán do české reprezentace. V jarní části sezóny byl Zima jedním z klíčových hráčů pražského klubu, který postoupil v Evropské lize přes Leicester a Rangers až do čtvrtfinále, kde Slavia podlehla Arsenalu. V sezoně 2020/21 získal Zima se Slavií domácí double, tedy ligový titul i MOL Cup.

### Turín
V létě 2021 svými výkony na sebe upozornil italský Turín FC. V srpnu 2021 Zima do italského klubu přestoupil. V italské Serii A debutoval 12. září při výhře 4:0 nad Salernitanou. Na přelomu kalendářního roku se Zima propracoval do základní sestavy Turína. Ve své první sezóně v zahraničí odehrál Zima 20 ligových zápasů a pomohl Turínu ke konečné 10. příčce v lize.
V podzimní části sezóny 2022/23 Zima pravidelně v dresu Turína nastupoval, na konci ledna si ale poranil meniskus a přišel o zbytek sezony. Celkem v sezóně nastoupil do 11 utkání, v nichž vstřelil 1 branku.
Poprvé po svém zranění Zima nastoupil v soutěžním zápase v dresu Turína 21. srpna 2023 při bezbrankové ligové remíze s Cagliari. V podzimní části sezóny 2023/24 se Zima na hřišti objevoval jen zřídka, a tak měl klub požádat v zimě o přestup.

### Návrat do Slavie
V lednu 2024 Zima přestoupil zpátky do pražské Slavie. V klubu podepsal smlouvu do léta 2028. Třiadvacetiletý stoper se stal historicky nejdražší koupí jakéhokoliv českého klubu, když za něj červenobílí zaplatili 4 miliony eur.

## Reprezentační kariéra
Zima je bývalým českým mládežnickým reprezentantem. Do české seniorské reprezentace byl poprvé povolán v listopadu 2020 trenérem Jaroslavem Šilhavým. Svůj reprezentační debut si odbyl v březnu 2021 v zápase proti Estonsku. V létě 2021 byl nominován na EURO 2020, na závěrečném turnaji ale neodehrál ani minutu.
Na začátku roku 2022 se stal stabilním členem základní sestavy české reprezentace, odehrál celé semifinále baráže o postup na mistrovství světa proti Švédsku (prohra 0:1 po prodloužení) a také všech 6 zápasů Ligy národů skupiny A.